# Oligopeptide
Een oligopeptide (afgeleid van Oudgriekse ὀλίγος, 'weinig', en peptide) is een korte keten van aminozuren die met elkaar verbonden zijn door peptidebindingen. Er is geen duidelijke grens tussen oligopeptiden en polypeptiden. Meestal wordt met 'oligopeptide' een peptideketen bedoeld die uit twee tot tien aminozuren bestaat.